# Sooni Taraporevala
Pour les articles homonymes, voir Taraporevala.
 (février 2024).
Si vous disposez d'ouvrages ou d'articles de référence ou si vous connaissez des sites web de qualité traitant du thème abordé ici, merci de compléter l'article en donnant les références utiles à sa vérifiabilité et en les liant à la section « Notes et références ».
Sooni Taraporevala, née en 1957 à Bombay (Inde), est une réalisatrice, scénariste et photographe indienne. Elle est surtout connue comme scénariste des films dirigés par Mira Nair, Mississippi Masala, Un nom pour un autre (The Namesake) et Salaam Bombay! (1988), nommé aux Oscars 1989.

## Biographie

### Formation
- Université Harvard
- Université de New York
- Tisch School of the Arts

## Filmographie

### Comme scénariste
- 1988 : Salaam Bombay!
- 1991 : Mississippi Masala
- 1998 : My Own Country (TV)
- 1998 : Such a Long Journey
- 2000 : Dr. Babasaheb Ambedkar
- 2006 : Un nom pour un autre (The Namesake)
- 2008 : Little Zizou
- 2013 : Girl Rising
- Prochainement : Three and a Half

### Comme réalisatrice
- 2008 : Little Zizou
- 2017 : Yeh ballet

## Récompenses et distinctions
- Padma Shri in arts[réf. nécessaire]
- Mostra de Venise 1991 : Osella d'or du meilleur scénario pour Mississippi Masala